# Dřevčice
Obec Dřevčice se nachází v okrese Praha-východ, kraj Středočeský, zhruba 17 km severovýchodně od centra hlavního města Prahy a 3,5 km jihozápadně od Brandýsa nad Labem. Žije zde 756 obyvatel.

## Historie
První písemná zmínka o obci pochází z roku 1052.

### Územněsprávní začlenění
Dějiny územněsprávního začleňování zahrnují období od roku 1850 do současnosti. V chronologickém přehledu je uvedena územně administrativní příslušnost obce v roce, kdy ke změně došlo:
- 1850 země česká, kraj Praha, politický okres Karlín, soudní okres Brandýs nad Labem[4]
- 1855 země česká, kraj Praha, soudní okres Brandýs nad Labem[4]
- 1868 země česká, politický okres Karlín, soudní okres Brandýs nad Labem[4]
- 1908 země česká, politický i soudní okres Brandýs nad Labem[5]
- 1939 země česká, Oberlandrat Mělník, politický i soudní okres Brandýs nad Labem[6]
- 1942 země česká, Oberlandrat Praha, politický i soudní okres Brandýs nad Labem[7]
- 1945 země česká, správní i soudní okres Brandýs nad Labem[8]
- 1949 Pražský kraj, okres Brandýs nad Labem[9]
- 1960 Středočeský kraj, okres Praha-východ[10]

### Rok 1932
V obci Dřevčice (496 obyvatel, katolický kostel) byly v roce 1932 evidovány tyto živnosti a obchody: cihelna, hospodářské družstvo, 3 hostince, 2 koláři, středočeský konsum, 2 kováři, 3 rolníci, řezník, semenářské družstvo, 2 obchody se smíšeným zbožím, trafika, zámečník.

## Pamětihodnosti
- Kostel svatého Bartoloměje je v dnešní podobě raně gotický, naposledy upraven v 18. století.
- Tvrz Dřevčice byla v 18. století přestavěna na sýpku.
- Zvonice u silnice do Brandýsa má tři zvony.
- Krucifix na návsi
- Pět výklenkových kapliček poutní cesty z Prahy do Staré Boleslavi, postavených v letech 1674 - 1690.

V obci je sedm nemovitostí se statutem kulturní památky.

## Osobnosti
- Jiří Mošna (1928–2010), kněz, osobní arciděkan

## Okolní obce
Dřevčice sousedí
- na západě s Podolankou
- na severu s Brandýsem n. Labem-Starou Boleslaví
- na východě se Zápy
- na jihu s Jenštejnem a Svémyslicemi.

## Doprava
Dopravní síť
- Pozemní komunikace – Obcí prochází silnice II/610 Praha - Dřevčice - Brandýs nad Labem-Stará Boleslav - Benátky nad Jizerou - Mladá Boleslav - Turnov.
- Železnice – Železniční trať ani stanice na území obce nejsou. Nejbližší železniční stanicí je Brandýs nad Labem ve vzdálenosti 2,5 km ležící na trati 074 z Čelákovic do Neratovic.

Veřejná doprava 2017
- Autobusová doprava – V obci zastavují příměstské autobusové linky PID (Pražské integrované dopravy) 367 a 375 jezdící mezi Prahou a Brandýsem nad Labem-Starou Boleslaví (dopravce ČSAD Střední Čechy) a jedna noční příměstská linka PID 603 (dopravce ČSAD Střední Čechy)

## Fotogalerie

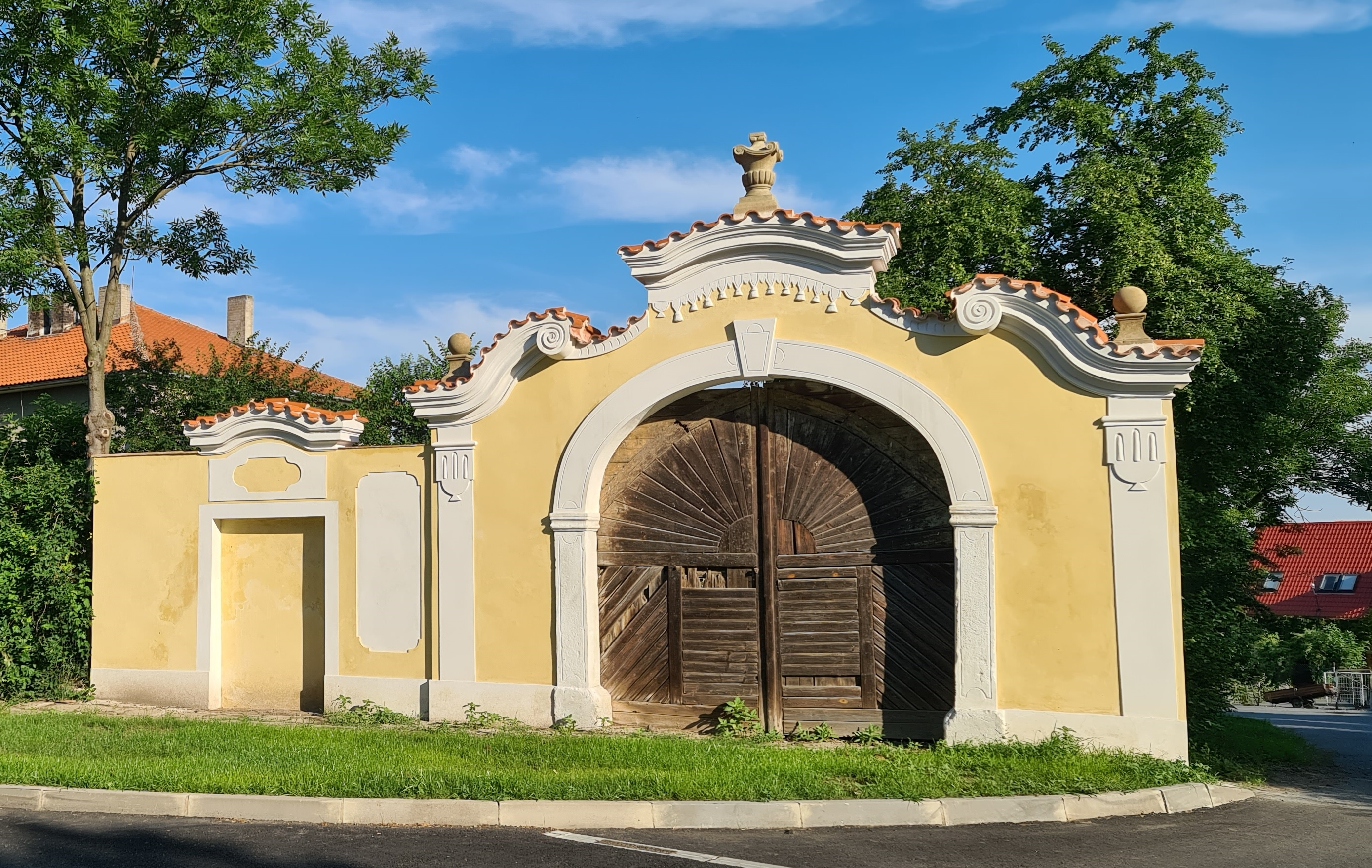
Barokní brána, původně do panského dvora; rekonstrukce byla ukončena v červnu 2020
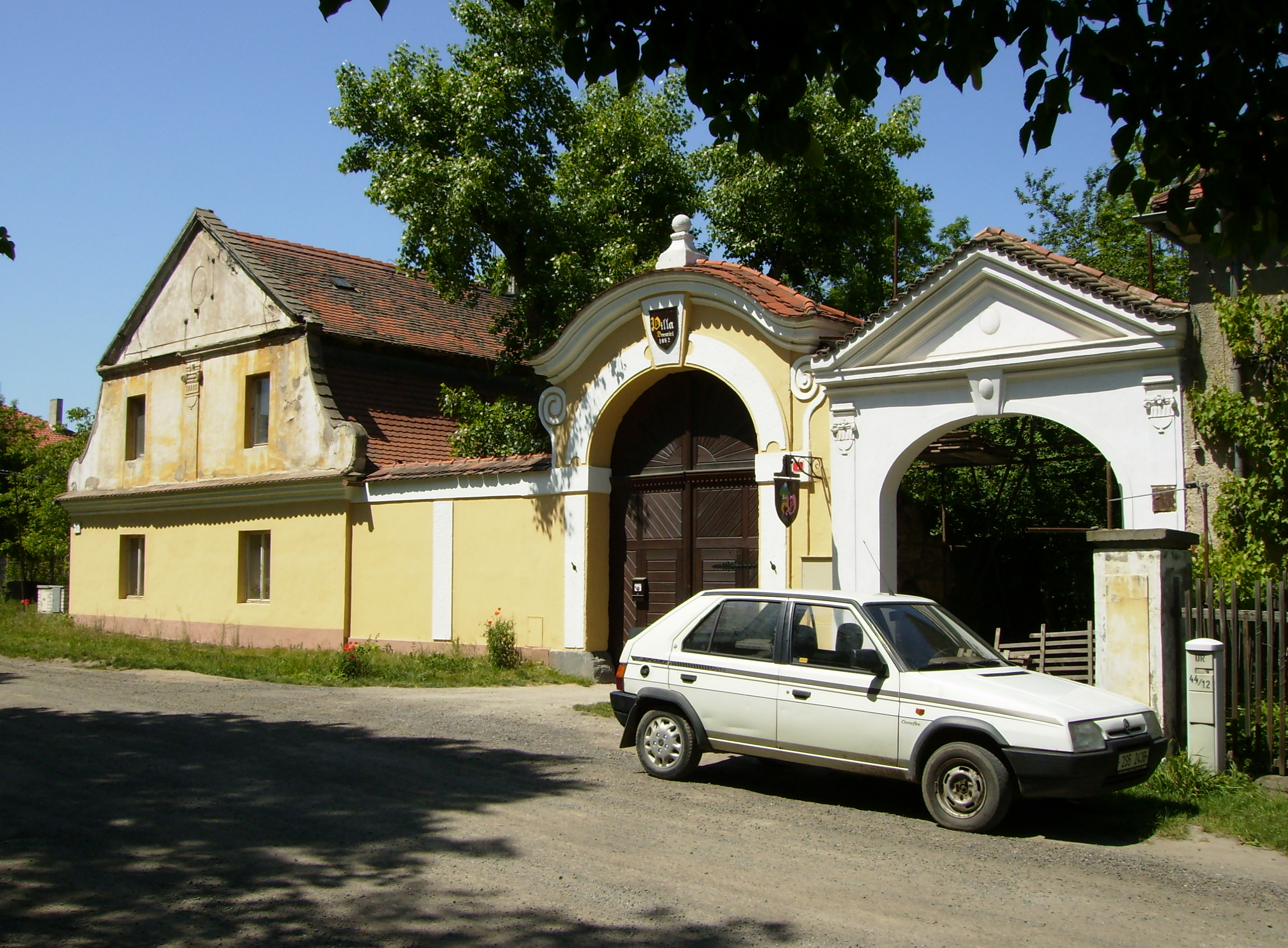
Historický statek